# Gjorgji Kočov
Gjorgji Kočov (in macedone Ѓорѓи Кочов?; Skopje, 10 novembre 1984) è un ex cestista e allenatore di pallacanestro macedone.

## Palmarès

### Giocatore
- Campionato macedone: 7

Rabotnički Skopje: 2000-01, 2001-02, 2002-03, 2003-04, 2004-05, 2005-06
MZT Skopje: 2011-12
- Coppa di Macedonia: 5

Rabotnički Skopje: 2003, 2004, 2005, 2006
MZT Skopje: 2012